# Gatineau (fiume)
Il Gatineau è un fiume canadese della provincia del Québec. È affluente del fiume Ottawa, nel quale sfocia presso la città dalla quale prende il nome. Ha una lunghezza di 386 km e un bacino imbrifero di 23.700 km².